# 鲁道夫·赫恩施塔特

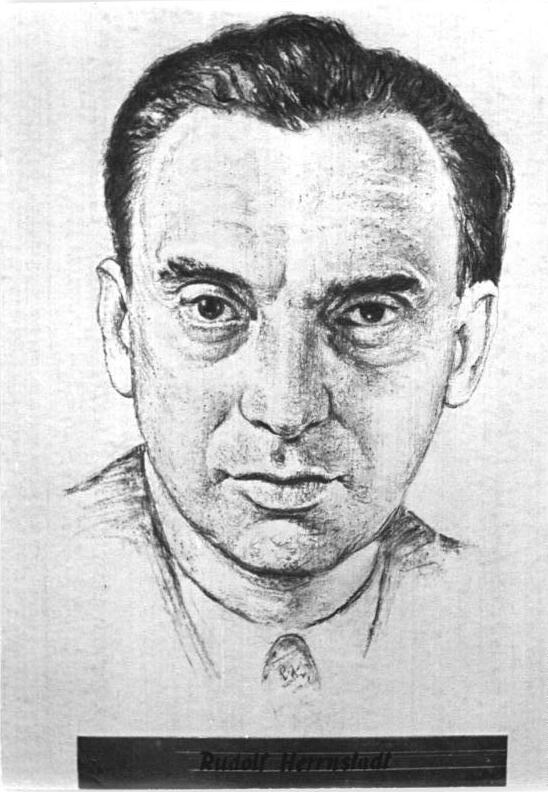

鲁道夫·赫恩施塔特（德語：Rudolf Herrnstadt，1903年3月18日—1966年8月28日）是一位德国记者、共产主义政治人物。他來自一個犹太家庭。在纳粹时期流亡苏联，进行反法西斯主义活动，在东德时期从事记者行业，直到去世。1950年代，他是德国统一社会党中的反瓦爾特·烏布利希派系的代表。
1953年东德六一七事件之后，乌布利希在德国统一社会党的地位遭到了削弱，威廉·蔡塞尔一度提议让赫恩施塔特取代乌布利希，担任德国统一社会党第一书记。但在尼基塔·赫鲁晓夫在莫斯科巩固了对苏联政府的控制并清洗了乌布利希的反对者贝利亚之后，情况完全翻转。同年，赫恩施塔特被逐出德国统一社会党政治局。1954年，他被开除出德国统一社会党，直到临终时才得到平反。